# Сервомотор
Сервомотор (на немски: Servomotor) е вид електродвигател, предназначен за привеждане в движение на устройства за управление. Предоставя прецизен контрол по линейни и ъглови позиции, скорости и ускорение. Обикновено сервомоторите са с малки габарити и мощност. Важни характеристики на сервомотора са също масата, динамиката на двигателя, равномерността на движение и ефективността.
Сервомоторите се използват широко в промишлеността, например в металургията, в автомобилостроенето, робототехниката, металообработващите машини, космическата и авиационна промишлености т.н.
Думата „серво“ произлиза от латинското servus, което се превежда като „слуга, помощник“. В този смисъл серводвигателят е изпълнителен механизъм. В миналото те са били спомагателни задвижвания с малка мощност. Класовете електродвигатели, разработвани за вграждане, които могат да се използват със сервоусилвател или инвертор, са така конструирани, че да са с универсално приложение.
За серводвигатели се използват както променливотокови, така и постояннотокови електродвигатели, но задължително с датчици за скорост и положение на ротора спрямо статора. Това е главната отличителна черта спрямо другите двигатели. Освен контрола за положение характерното за серводвигателите е минималното време за стартиране до достигане на зададени обороти, както и минималното време за спиране. Това означава мигновено достигане на електрически зададените от електронното управление обороти, както и прекратяване на действието. Само за пример, представа за това прецизно изпълнение на зададеното движение може да се посочи комплекта серводвигател – съчмено-винтова двойка в металорежещите машини с цифрово програмно управление, които могат да осъществят точност на преместване при рязането до 1μm.